# 牧瀨美沙
牧瀨美沙（日语：まきせ みさ，1993年4月1日—），日本的AV女優。所屬事務所是NEWGATE。

## 簡介
出身於北海道。在2012年3月以Soft On Demand的專屬女優身分出道。特色是有G罩杯的巨乳。
出道前曾在綜藝節目『有田とマツコと男と女』中演出，有15萬人觀看她在Niconic的初次直播。
2016年3月成為BLITZ的所屬，並以「倉木陽菜」（倉木ひな）為藝名重新出道。

## 電視節目
- 有田とマツコと男と女（2011年12月20日放送、TBS電視台）

## 凹版印刷
- SPRING SPECIAL 2012 in BALI – Misa Makise 牧瀬 みさ『First Trip』（2012年4月20日、グラフィス）

## 雜誌
- 星期五 2012年2月24日号（講談社）

## 備註
1. 1 2  Twitterプロフィール
2. ↑  NEWGATE 所属女優 牧瀬みさ

## 外部連結
- 『Re-Start of 牧瀬みさ』 （页面存档备份，存于） - 官方部落格（2012年10月25日 - ）
- 牧瀬みさの『私、AV女優になります。』 （页面存档备份，存于） - 舊官方部落格（2011年12月14日 - 2012年10月28日）
- 牧瀬みさ的X（前Twitter）